# Tibor Ambrus
Tibor Ambrus (n. 23 iunie 1919, Budapesta-d. 18 februarie 1973, Hatvan) a fost un scriitor, poet și traducător maghiar.